# Austrodecus valdiviens
Austrodecus valdiviens là một loài nhện biển trong họ Austrodecidae. Loài này thuộc chi Austrodecus. Austrodecus valdiviens được miêu tả khoa học năm 1990 bởi Turpaeva.